# División Noroeste de la NHL
La División Noroeste de la NHL se creó en 1998 como parte de la Conferencia Oeste incluida dentro de un plan de reorganización. Se disolvió en 2013 y Calgary, Edmonton, y Vancouver regresaron a la División Pacífico mientras Colorado y Minnesota mudaron a la División Central.

## Composición actual
- Calgary Flames
- Colorado Avalanche
- Edmonton Oilers
- Minnesota Wild
- Vancouver Canucks

## Composición de la división a través de la historia

### 1998-2000
- Calgary Flames
- Colorado Avalanche
- Edmonton Oilers
- Vancouver Canucks

#### Cambios para la temporada 1997-1998
- Todos los equipos provienen de la División Pacífico

### 2000-2013
- Calgary Flames
- Colorado Avalanche
- Edmonton Oilers
- Minnesota Wild
- Vancouver Canucks

#### Cambios para la temporada 1998-1999
- Los Minnesota Wild se incorporan como nuevo equipo.

#### Cambios para la temporada 2013-2014
- Colorado y Minnesota mudaron a la División Central, mientras Calgary, Edmonton, y Vancouver regresaron a la División Pacífico.

## Campeones de División
- 1999 - Colorado Avalanche
- 2000 - Colorado Avalanche
- 2001 - Colorado Avalanche
- 2002 - Colorado Avalanche
- 2003 - Colorado Avalanche
- 2004 - Vancouver Canucks
- 2005 - Temporada suspendida por huelga de jugadores
- 2006 - Calgary Flames
- 2007 - Vancouver Canucks
- 2008 - Minnesota Wild
- 2009 - Vancouver Canucks
- 2010 - Vancouver Canucks
- 2011 - Vancouver Canucks
- 2012 - Vancouver Canucks
- 2013 - Vancouver Canucks

## Ganadores de la Stanley Cup
- 2001 - Colorado Avalanche